# Scarabaeus dioscoridis
Scarabaeus dioscoridis là một loài bọ cánh cứng trong họ Bọ hung (Scarabaeidae).